# Radcliffe (Iowa)
Radcliffe est une ville du comté de Hardin, en Iowa, aux États-Unis. Elle est fondée en 1880 quand le chemin de fer relie cet endroit et est nommée en hommage au roman de Charlotte Mary Yonge : The Heir of Redclyffe (en).

## Source de la traduction
- (en) Cet article est partiellement ou en totalité issu de l’article de Wikipédia en anglais intitulé « Radcliffe, Iowa » (voir la liste des auteurs).